# Polkit

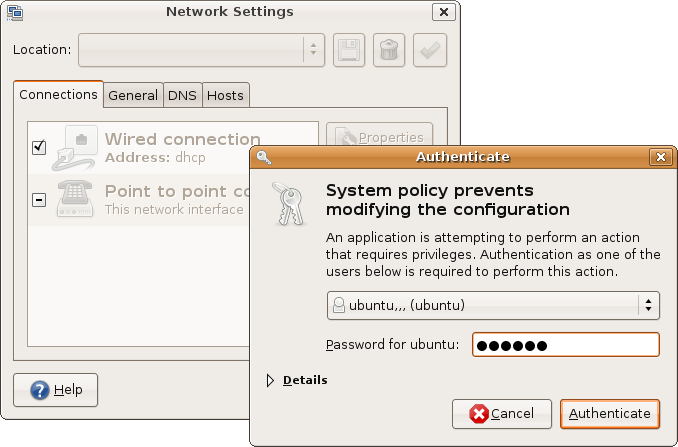
PolicyKit заблокировал изменение параметров сети

Polkit (прежнее название: PolicyKit) — библиотека для UNIX-подобных операционных систем. API библиотеки используется для предоставления непривилегированным процессам возможности выполнения действий, требующих прав администратора. Использование Polkit противопоставляется использованию таких систем, как sudo, но не наделяет процесс пользователя правами администратора, а позволяет точно контролировать, что разрешено, а что запрещено.

## Применение
Polkit используется в следующих дистрибутивах Linux:
- Ubuntu (с версии 8.04);
- Fedora (с версии 8);
- OpenSUSE (с версии 10.3);
- Slackware (с версии 13.1).
- Debian

Polkit позволяет непривилегированным пользователям выполнять некоторые действия, разрешённые администратором, (возможно, с запросом пароля пользователя или пароля администратора), например:
- монтирование ФС (например, образа ISO, устройства с интерфейсом USB);
- изменение параметров сетевого подключения (например, выбор другой точки доступа Wi-Fi).

## Механизм
Сценарий использования Polkit.
- Администратор создаёт файл в формате XML — список параметров (политики) для Polkit.
- В системе от имени привилегированного пользователя запускаются фоновые процессы:
  - «D-Bus»;
  - какой-либо «daemon», выполняющий обслуживание запросов приложений пользователя.
- Пользователь запускает какой-либо процесс и желает выполнить действия, требующие прав администратора.
- Процесс пользователя через socket (типа AF_UNIX) связывается с процессом «D-Bus» и передаёт «просьбу» для «daemon» о выполнении какого-либо действия. «Просьба» состоит из трёх частей:
  - subject — информация о авторе «просьбы» (UID, контекст SELinux и др.);
  - object — то, над чем будет выполняться действие (например, путь к блочному устройству, имя сетевого подключения);
  - action — действие (например, «монтирование», «подключение»).
- «D-Bus» передаёт «просьбу» процессу «daemon» («daemon» заранее связывается с «D-Bus» через socket (типа AF_UNIX)).
- «daemon» использует API Polkit (библиотека «libpolkit*» уже загружена в адресное пространство процесса «daemon»).
- Библиотека «libpolkit*» читает файлы настроек (политики) и принимает решение о дальнейших действиях:
  - запретить действие;
  - разрешить действие:
    - без запроса пароля;
    - с запросом пароля пользователя;
    - с запросом пароля пользователя root.
- Если действие разрешено, «daemon» выполняет его.
- «daemon» через «D-Bus» отправляет ответ процессу пользователя.

В описанной схеме возможны изменения. Например, «daemon» при запуске может самостоятельно создавать файл конфигурации для Polkit, а при завершении — удалять его.